# Herb Kaczor
Herb Kaczor – jeden z symboli miasta i gminy Kaczory, autorstwa Alfreda Znamierowskiego, ustanowiony 13 czerwca 1998.

## Wygląd i symbolika
Herb przedstawia na tarczy koloru błękitnego dwa złote kaczory (tzw. herb mówiący), a między nimi srebrną linię falistą biegnącą z lewa w skos (symbolizującą jeziora gminy, szczególnie jezioro Kopcze, kształtem przypominające rzekę).  